# Oğuzhan Kayar
Oğuzhan Kayar (* 2. April 1995 in Aydın) ist ein türkischer Fußballspieler.

## Karriere

### Verein
Kayar startete seine Vereinsfußballkarriere 2006 in der Jugend des damaligen Viertligisten Aydınspor, dem Verein seiner Heimatstadt Aydın. Nach einem Jahr verließ er diesen, sich in der Auflösung befinden Verein, und spielte der Reihe nach für die Nachwuchsabteilungen der örtlichen Amateurvereine Aydın Güneşspor und Aydın S.H.Ç.E.K SK.
2011 wechselte er mit einem Profivertrag ausgestattet in die Jugend vom damaligen Erstligisten Manisaspor und spielte ab dem Frühjahr 2012 auch für die Reservemannschaft dieses Vereins. Im Sommer 2013 wurde er neben seiner Tätigkeit bei der Reservemannschaft auch am Training der Profis beteiligt. Am 18. August 2013 absolvierte er in der Zweitligapartie gegen Ankaraspor sein Profidebüt. 
Am 30. Januar 2014 wechselte Kayar für eine Ablösesumme von 2,25 Millionen Türkische Lira zu Galatasaray Istanbul.
Bei Galatasaray bekam Kayar die Rückennummer 45 (Das Kfz-Kennzeichen von Manisa), sein erstes Spiel für seinen neuen Verein bestritt er am 12. Februar 2014 im türkischen Pokal gegen Antalyaspor. Anschließend bestritt er Spiele für die zweite Mannschaft von Galatasaray. Zur Saison 14/15 verlieh Galatasaray ihn an seinen alten Verein Manisaspor.
Für die Saison 2015/16 wurde Kayar an den Zweitligisten Gaziantep Büyükşehir Belediyespor ausgeliehen. Von diesem Verein kehrte er bereits zur nächsten Rückrunde zurück und wurde anschließend für die Rückrunde an Şanlıurfaspor ausgeliehen. Im Sommer 2016 wurde er mit Aydınspor 1923 an einen Verein seiner Heimatstadt ausgeliehen.

### Nationalmannschaft
Im Rahmen eines Testspiels gegen die niederländische U-19-Nationalmannschaft wurde Kayar im Oktober 2013 in das Aufgebot der türkischen U-19-Auswahl berufen. In dieser Partie gab er sein Debüt.
Ab Oktober 2015 begann er für die türkischen U-19-Nationalmannschaft zu spielen.

## Erfolge
Mit Galatasaray Istanbul
- Türkischer Pokalsieger: 2014